# Syracuse (Ohio)
Syracuse és una població dels Estats Units a l'estat d'Ohio. Segons el cens del 2000 tenia 879 habitants.

## Demografia
Segons el cens del 2000, Syracuse tenia 879 habitants, 382 habitatges, i 258 famílies. La densitat de població era de 368,9 habitants per km².
Dels 382 habitatges en un 23,6% hi vivien nens de menys de 18 anys, en un 56% hi vivien parelles casades, en un 9,2% dones solteres, i en un 32,2% no eren unitats familiars. En el 28,8% dels habitatges hi vivien persones soles el 17,8% de les quals corresponia a persones de 65 anys o més que vivien soles. El nombre mitjà de persones vivint en cada habitatge era de 2,3 i el nombre mitjà de persones que vivien en cada família era de 2,82.
Per edats la població es repartia de la següent manera: un 19,8% tenia menys de 18 anys, un 7,6% entre 18 i 24, un 24,6% entre 25 i 44, un 27,9% de 45 a 60 i un 20,1% 65 anys o més.
L'edat mediana era de 44 anys. Per cada 100 dones de 18 o més anys hi havia 88 homes.
La renda mediana per habitatge era de 29.423 $ i la renda mediana per família de 37.813 $. Els homes tenien una renda mediana de 41.389 $ mentre que les dones 18.750 $. La renda per capita de la població era de 19.279 $. Aproximadament l'11,8% de les famílies i el 15,5% de la població estaven per davall del llindar de pobresa.

## Poblacions més properes
El següent diagrama mostra les poblacions més properes.